# Уржель
Уржель (исп. Urgel,  кат. Urgell)  — район (комарка) в Испании, входит в провинцию Льейда в составе автономного сообщества Каталония.

## Муниципалитеты
1. Аграмун
2. Англесола
3. Бельянес
4. Бельпуч
5. Кастельсера
6. Сиутадилья
7. Гимера
8. Ла-Фулиола
9. Мальда
10. Налек
11. Эльс-Омельс-де-на-Гайя
12. Оссо-де-Сио
13. Прешана
14. Пуйгверд-д'Аграмун
15. Сан-Марти-де-Риукорб
16. Торнабоус
17. Таррега
18. Вальбона-де-лес-Монжес
19. Верду (Льейда)
20. Вилаграсса